# Peillac
Peillac (breton. Paolieg) ist eine französische Gemeinde mit 1865 Einwohnern (Stand 1. Januar 2022) im Département Morbihan in der Region Bretagne. Sie gehört zum Gemeindeverband Redon Agglomération. Die Einwohner werden im Französischen Peillacois genannt.

## Geografie
Peillac liegt im Argoat, der inneren Bretagne, zwischen den Flüssen Oust im Norden und Arz im Süden und zwischen den Gemeinden Saint-Gravé im Nordwesten und Saint-Vincent-sur-Oust im Südosten, 44 Kilometer östlich von Vannes. Die Straße D 764 führt durch die Gemeinde. 

## Geschichte
Auf dem Cranhac, dem Berg nördlich des Ortskerns, gibt es Reste einer Römerschanze, die 200 Meter lang und 7 Meter breit ist. Der Teil des Oust, der an diese Konstruktion grenzt, wird im Volksmund Le Passage des Romains (Römerweg) genannt. 
Peillac wurde im 9. Jahrhundert zum ersten Mal urkundlich erwähnt.

## Bevölkerungsentwicklung
| Jahr                       | 1962 | 1968 | 1975 | 1982 | 1990 | 1999 | 2007 | 2019 |
| Einwohner                  | 1599 | 1536 | 1620 | 1736 | 1694 | 1649 | 1812 | 1847 |
| Quellen: Cassini und INSEE |      |      |      |      |      |      |      |      |

## Sehenswürdigkeiten
In der Kirche Saint-Pierre in Peillac befindet sich eine steinerne, bemalte Statue des Heiligen Sabulin (Aubin von Angers) aus dem 16. Jahrhundert, die 1985 als Monument historique (historisches Denkmal) klassifiziert wurde. Die Kirche selbst wurde im 18. Jahrhundert gebaut.
1789 befanden sich noch vier Getreidemühlen auf dem Gemeindegebiet, drei davon waren Wassermühlen. Heute existiert nur noch die Windmühle von Cormier (frz. Speierling). Sie wurde 1640 erbaut und gehörte vor der Französischen Revolution dem Seigneur von Cranhac. Der letzte Seigneur von Cranhac war Louis-Joachim-Paris Potier, duc de Gesvres, der am 7. Juli 1794 nach dem Prozess der Indulgenten guillotiniert wurde. Später gehörte die Mühle verschiedenen Müllern und befindet sich heute in Privatbesitz. 

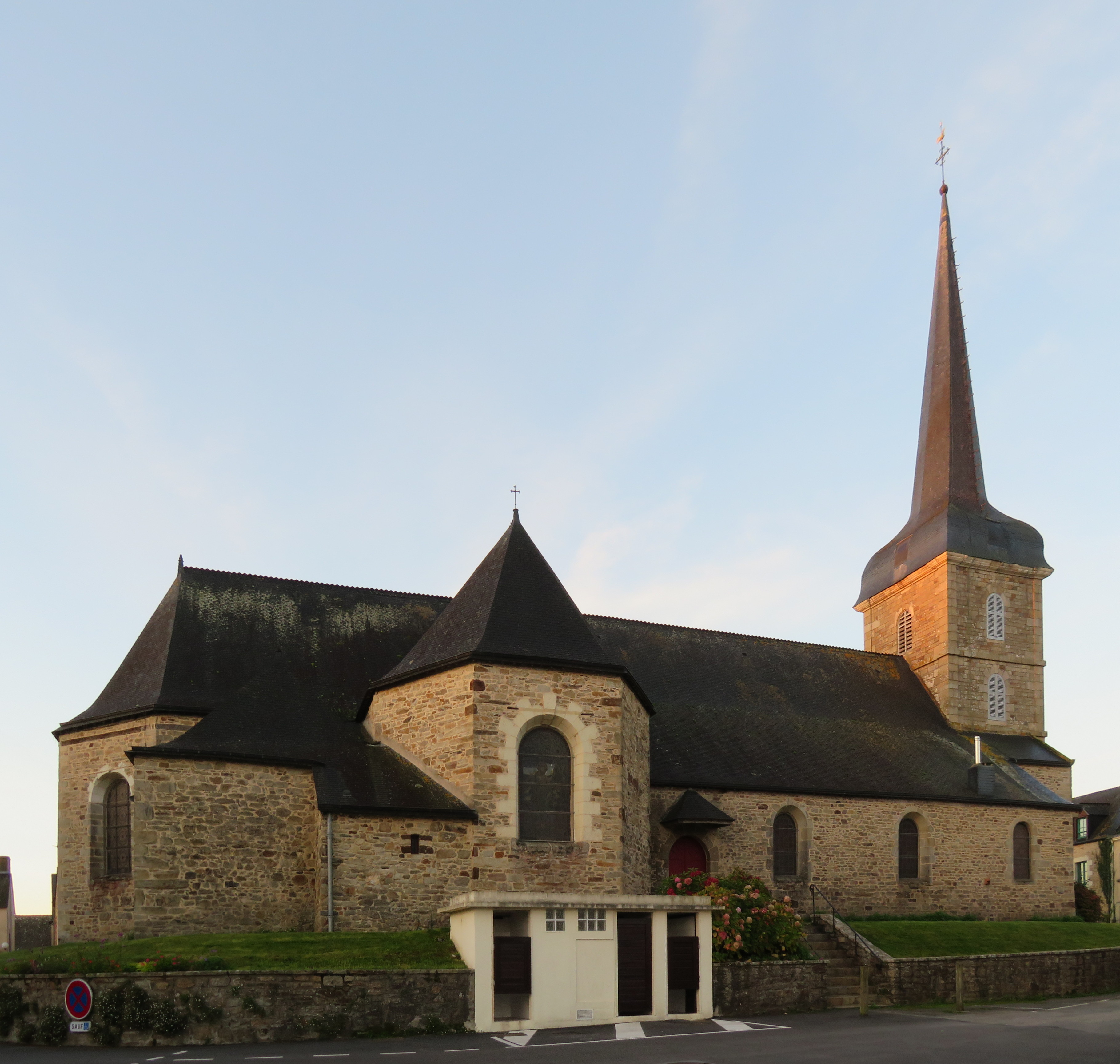
Kirche Saint-Pierre

## Bildung
Es gibt zwei Grundschulen in Peillac, die öffentliche Schule La marelle und die private Schule St Pierre.

## Gemeindepartnerschaften
Peillac unterhält Gemeindepartnerschaften mit Île de Batz und Saint-Nazaire in der maritimen Bretagne und mit der rumänischen Stadt Târgu Lăpuș.

## Persönlichkeiten
- Jean Prouff (* 1919 in Peillac; † 2008), Fußballspieler und -trainer
- François-Marie Trégaro (* 1824 in Peillac; † 1897), Bischof von Sées